# متحف وليد الناجم
متحف وليد الناجم أحد متاحف المنطقة الشرقية في الأحساء في مدينة الجفر.

## التأسيس
أسسه وليد بن عبد الله بن محمد الناجم، أقيم المتحف علي مساحة 208 م2 ضمن ملاحق في الفناء الخارجي لفيلا صاحبه ويعتبر بالنسبة لمحتوياته من المتاحف النموذجية والمتكاملة ويحتوي علي حوالي من 70 الي 80 ألف قطعة أثرية لحفظ التراث في محافظة الأحساء، كما ونوعا حيث يحتوي على أدوات الحرب والسلاح من بنادق وسيوف وكذلك أدوات وأواني القهوة من دلال وأباريق ومحاميس لتحميص القهوة ومبردات القهوة بعد تحميصها والشت لتوضع بها الفناجيل أثناء السفر والترحال وأيضا أواني الطبخ من حجاري وتباسي ومراكيب وغيرها.
كما يحتوي على الكثير من الملابيس الرجالية والأحذية القديمة وكذلك الملابس النسائية والحلي وأدوات الزينة، بالإضافة إلى العديد من الأقفال القديمة والنادرة، وكذلك على دكان صغير يضم العديد من مستلزمات وحاجيات الإنسان قديما وأكشاك تضم عدة وأدوات الصناع كالحداد والنداف وصائغ الذهب والنجار والحلاق وطبيب الأسنان والخياط ويضم المتحف الكثير من الأواني الفخارية بحسب وظيفة كل آنية وعدد من الأبواب والشبابيك القديمة.

## أجزاء المتحف
- المجلس العربي وأدوات الضيافة.
- غرفة العروس (هي غرفة يتم تصوير حياة العريس والعروسة في غرفة تراثية ترجع إلى 60 سنة) [5]
- بقالة الحارة
- المواصلات
- الاتصالات
- المدرسة
- العملات
- الأسلحة.

## معروضات المتحف
من أهم المقتنيات دلة قهوة تقدر قيمتها بـ 750 ألف ريال محفور على مقبضها اسم فهدة الشمري، وعلبة شاي مكتوب عليها سلطان الحجاز ونجد وتوابعها الملك عبدالعزيز بن عبدالرحمن آل سعود تقدر قيمتها بـ 40 ألف ريال، ودلة قهوة بـ150 ألف ريال ودلة أخرى بـ75 ألف ريال ومحماس بـ15 ألف ريال، وهي من تصنيع حرفي الأحساء المشهورين آنذاك مثل: عليان وقاسم وطاهر”.

## الموقع
يقع متحف وليد الناجم في مدينة الجفر بجوار شركة الاتصالات السعودية وجمعية الجفر الخيرية للخدمات الأجتماعية.